# Высокие чувства
«Высокие чувства» — короткометражный российский фильм 2008 года, снятый по мотивам рассказа Аркадия Арканова «Прыжок в высоту с разбега».

## Сюжет
«Высокие чувства» — короткометражный фильм о разочаровании в первой любви. Кузнечик (Кузнецов) и Павлин (Паливанов) — лучшие друзья, старшеклассники. Циничный Павлин спорит с «девственным» романтиком Кузнечиком, что первым затащит новую одноклассницу Катю в постель, тогда как Кузнечик влюбляется. После свидания с девушкой он мечтает о долгих чистых отношениях, но вскоре Павлин заявляет, что «победил». Кузнечик выясняет у Кати, правда ли это. Катя знает о споре и разочаровывается в Кузнечике, который поверил в байки Павлина. Кузнечик лезет в драку с более сильным Павлином, который чуть не убивает его. Катя, появившаяся на крыше, где ребята дерутся, разнимает их и, не придумав ничего лучше, в силу своей неопытности и неординарности ситуации, отдаётся обоим сразу. После этого ребята окончательно расходятся. На финальных титрах звучит известная песня «Прекрасное далёко», оптимистический и лиричный настрой которой, на контрапункте с мрачным завершением картины, производит особо драматичное впечатление.
Стилистика фильма плавно меняется от начала к концу. Если начало картины стилизовано под советские юношеские фильмы 1970-х, то финал решён в современной «гиперреалистичной», порнографической манере.
Главные отличия сценария от рассказа:
- в рассказе главные герои не были друзьями;
- Кузнечик занимался лёгкой атлетикой, и в течение рассказа готовился к соревнованиям (эта сюжетная линия в фильме сильно изменена и практически убрана);
- кульминационная сцена фильма была написана специально для фильма.

## В ролях
- Степан Вольман — Кузнечик
- Мария Капустинская — Катя
- Филипп Чевычелов — Павлин
- Ирина Горохова — учительница
- Федор Селькин — взрослый ухажёр Кати
- Михаил Самарин — Нос
- Вячеслав Савочка — Пряник
- Сергей Жиганов — физрук
- Дмитрий Соланский — мим

## Съёмочная группа
- Режиссёр — Леонид Пляскин
- Продюсер — Владислав Пастернак
- Автор сценария — Анастасия Чистякова
- Оператор-постановщик — Александр Штанов
- Композитор — Ким Астахов
- Звукорежиссёр — Светлана Чеснокова

## Призы и награды
- Кинофорум «Экология души». Рига. Приз за лучший игровой фильм.
- Ночь интересного кино. Нижневартовск, Россия. Гран-при.
- Всероссийский конкурс «Золотая лента». Томск, Россия. Гран-при.
- Кинофестиваль «Литература и кино». Гатчина. Россия. Приз съёмочной группе за лучший дебют.
- Кинофестиваль «Арткино». Москва, Россия. Приз за лучшую операторскую работу в игровом фильме.
- Кинофестиваль «Арткино». Москва, Россия. Приз за лучшее актёрское мастерство.
- Кинофестиваль «Киношок». Анапа, Россия. Специальный приз Высших режиссёрских курсов.
- Национальная премия «Святая Анна». Москва, Россия. Диплом «За достоверное и безжалостное воплощение противоречий юношеской гиперсексуальности».
- Кинофестиваль «Питеркит». Санкт-Петербург, Россия. Приз за лучшую режиссуру.
- Кинофестиваль «Питеркит». Санкт-Петербург, Россия. Диплом «За исполнительское мастерство» актёрскому ансамблю.
- Кинофестиваль «Питеркит». Санкт-Петербург, Россия. Диплом «За талантливую и оригинальную операторскую работу».